# Jakai
Jakai je ves v západní části Litvy, v Klaipėdském kraji, 3 km na východ od Klaipėdy.
Nachází se v úhlu, sevřeném dálnicí A1 a silnicí č. 227 (směr Kiškėnai – Dovilė) u bývalého kruhového objezdu (litevsky: Jakų žiedas), místo kterého se v roce 2009 začala budovat mimoúrovňová křižovatka dálnic A1 a A13. Kolem východního okraje vsi protéká říčka Smeltalė, od východu se do ní vlévá říčka Smeltaitė. Na severu (za dálnicí) se vsí těsně sousedí ves Sudmantai, na východoseverovýchod od vsi je hradiště jménem Jakų piliakalnis. Na východ od vsi jsou vsi Dirvupiai a Jonušai.
Podle údajů z roku 2001 bylo ve vsi 603 obyvatel. Ve vsi je filiálka školy a pošta (PSČ LT-96041).
Ze vsi Jakai pochází známý hráč košíkové Eurelijus Žukauskas (* 22. srpna 1973). 